# その手で夢をつかみとれ!/みんなひとりで生きてない!
「その手で夢をつかみとれ!/みんなひとりで生きてない!」（そのてでゆめをつかみとれ!/みんなひとりでいきてない!）は、2005年9月14日にリリースされたくずの4thシングル。

## 概要
- くずの唯一の両A面シングル。
- ゴリエの「PECORI♥NIGHT」と同時発売となり、オリコンの順位を争った。

## 収録曲
1. その手で夢をつかみとれ!
作詞・作曲:ANIKI 編曲:ANIKI・くずBAND
世界柔道2005エジプトのテーマ曲
2. みんなひとりで生きてない!
作詞・作曲:ANIKI 編曲:ANIKI・くずBAND
3. その手で夢をつかみとれ!（ドラマー歴30年・黒木参加バージョン）
4. その手で夢をつかみとれ!（Instrumental）
5. みんなひとりで生きてない!（Instrumental）